# Будівельник (гандбольний клуб, Бровари)
Будівельник (Бровари) — гандбольний клуб із м. Бровари. Виступає у чемпіонаті України з гандболу у Суперлізі (чоловіки) та Кубку України з гандболу. Приміщення для ігор знаходиться у м. Бровари за адресою вул. Київська, 1.

## Історія
Команда створена у 1980 році на базі Української сільгосп Академії. У 1987 команда перейшла у м. Бровари та отримала назву «Будівельник». В 1991 році був створений гандбольний клуб «Світлотехнік» та команда змінила назву на «Світлотехнік-колос».
До 1991 року команда регулярно брала участь в чемпіонатах СРСР 1-ї ліги і чемпіонатах УРСР.

## Гравці
Поточний склад команди:

## Досягнення
- Чемпіонат Української РСР 
  -  Чемпіон (1): 1989.
  -  бронзовий призер (1): 1990

- Спартакіада Української РСР 
  -  Чемпіон (1): 1990

- Чемпіонат України 
  -  срібний призер (6): 1993, 1994, 1998, 1999, 2000, 2009
  -  бронзовий призер (6): 1992, 1996, 1997, 2007, 2008, 2010[6]).

Поточний чемпіонат таблиця: